# Costeroux
 (juillet 2020).
Si vous disposez d'ouvrages ou d'articles de référence ou si vous connaissez des sites web de qualité traitant du thème abordé ici, merci de compléter l'article en donnant les références utiles à sa vérifiabilité et en les liant à la section « Notes et références ».
Le hameau de Costeroux, qui fut le plus haut d'Europe, est aujourd'hui disparu et remplacé par un simple oratoire, situé tout près de la frontière italienne dans les Alpes, à 2 100 mètres d'altitude sur le territoire du village de Molines-en-Queyras.
Costeroux a joué un rôle important lors des guerres qui ont déchiré l'Europe avant et après la Ligue d'Ausbourg, aux XVIIe et XVIIIe siècles, dans cette région du Queyras d'où ont émigré de nombreux huguenots, avant d'être acculé à l'extinction par les avalanches au XIXe siècle. Son histoire est connue grâce à d'exceptionnelles sources écrites, les transitons de Molines, registres familiaux relatant tous les événements.

## Un site naturel sauvage
Le hameau était situé sur la route du Col Agnel (2 755 mètres) à la frontière italienne, non loin du Pain de Sucre (3280 mètres), facilement accessible à pied, mais aussi du Mont Viso, (3841 mètres) qui nécessite lui le recours à un guide.
Il s'étendait de la croix de la Mission 1937 jusqu'au dernier tournant avant le pont de Lariane. Au centre du hameau, il y avait la chapelle St Claude, remplacée par l'oratoire Saint-Claude.
Costeroux est situé dans la haute vallée de l'Aigue Agnelle, à la flore et la faune très riche, qui est par ailleurs le paradis du ski de randonnée, car protégé de toute remontée mécanique. Sur le versant sud, le canal de Rouchas Frach est encore parfaitement visible sur plus de 8 kilomètres. Dans un site qui bénéfice d'un ensoleillement exceptionnel mais de saisons agricoles très courtes, à cause de l'altitude, il servait à arroser les foins, coupés deux fois dans l'été, et les cultures potagères. Le canal n'a plus été entretenu depuis 1914.

## Un hameau victime des avalanches
Costeroux était à son époque le plus haut village habité d'Europe, à 2 100 mètres soit un peu plus que le village voisin de Saint-Véran. Selon Étienne Clouzot auteur de "l’enneigement dans le Queyras aux XVIIe et XVIIIe siècles", il restait encore dix maisons en 1824 à Costeroux peu avant son abandon définitif. La copie du cadastre de 1824 montre effectivement onze maisons. Le milieu du XIXe siècle a été marqué par le pic d'un mouvement de refroidissement entamé en Europe à partir du XIIIe siècle.
Alors que le hameau voisin de Fontgillarde, bien abrité des avalanches, était privé de soleil, celui de Costeroux était très ensoleillé mais victime de nombreuses avalanches, qui ont finalement eu raison de la résistance de ses habitants, partis s'installer à Fontgillarde.
En 1788, le hameau de Costeroux fut la proie des avalanches, qui font 21 morts et détruisent 43 maisons. En 1706 déjà, 11 maisons avaient été détruites.

## L'accueil des femmes vaudoises lors des «Pâques piémontaises» de 1655
Costeroux et le village de Molines, lors des Pâques Vaudoises, appelées aussi Pâques Piémontaises de 1655, avaient accueilli 3 000 femmes vaudoises des vallées italiennes, pendant que leurs maris tentaient de résister à la répression du Duc de Savoie. Plusieurs d'entre elles ont été hébergées rapidement dans des villages voisins.
Les populations protestantes de la haute vallée de l'Aigue-Agnelle, appelés  barbets (du mot italien barba, qui veut dire oncle, donné à leurs pasteurs), pratiquent leur culte du désert dans les hauts-alpages au-dessus de Costeroux. Ils ont ensuite fui massivement   trente ans plus tard, comme beaucoup de huguenots.

## Le terrible gel des Espagnols en1743
L'armée espagnole de dom Philip campe au col Agnel où elle est surprise par une terrible vague de froid, qui gèle les pieds puis tue plusieurs centaines de soldats. Les survivants font une razzia sur tout le bois existant dans les villages. La décomposition des centaines de cadavres tout le long du chemin provoque dans les semaines qui suivent de terribles épidémies.

## Sources et références
- Monographie de la vallée du Queyras, Jean Tivollier
- A la découverte du Queyras, Raymonde MEYER-MOINE
- Le canal de Matthieu, de Jean-Claude Bonnuit.